# Β-ウレイドプロピオナーゼ
β-ウレイドプロピオナーゼ(Beta-ureidopropionase、EC 3.5.1.6)は、以下の化学反応を触媒する酵素である。
N-カルバモイル-β-アラニン + 水{\displaystyle \rightleftharpoons }β-アラニン + 二酸化炭素 + アンモニア
従って、この酵素の基質は、N-カルバモイル-β-アラニンと水の2つ、生成物はβ-アラニンと二酸化炭素とアンモニアの3つである。
この酵素は加水分解酵素、特に鎖状アミドの炭素-窒素結合に作用するものに分類される。系統名は、N-カルバモイル-β-アラニン アミドヒドロラーゼ(N-carbamoyl-beta-alanine amidohydrolase)である。この酵素は、ピリミジン代謝、β-アラニン代謝、パントテン酸及び補酵素Aの生合成の3つの代謝経路に関与している。

## 構造
2007年末時点で、この酵素の6個の構造が解明されている。蛋白質構造データバンクのコードは、1R3N、1R43、2V8D、2V8G、2V8H及び2V8Vである。